# Декреолизација
Декреолизација (термин уведен 1968.) је еволутивни процес развоја креолског језика, у којем се језик на крају приближава и постепено раствара у главни језик (лексиконски језик), тј. развојни циклус се завршава на следећи начин: европски (обично) изворни језик> пиџин> креолски језик> изворни језик (такође језик лексификатора).
Декреолизација је обично последица снажног ширења модерног масовног образовања, медија и постепене глобализације. 

## Види jош
- Српско удружење „Ћирилица“ Београд
- Deklaracija o zajedničkom jeziku